# Mainstay Lake
Mainstay Lake är en sjö i Guyana.   Den ligger i regionen Pomeroon-Supenaam, i den norra delen av landet. Mainstay Lake ligger 1 meter över havet. Arean är 0,77 kvadratkilometer.  Den sträcker sig 0,9 kilometer i nord-sydlig riktning, och 1,3 kilometer i öst-västlig riktning.